# بيت العداني (المخادر)

تعديل مصدري - تعديل

بيت العداني محلة تابعة لقرية عفرفر، التابعة لعزلة الشرف بمديرية المخادر إحدى مديريات محافظة إب في الجمهورية اليمنية، بلغ تعداد سكانها 20 حسب تعداد اليمن لعام 2004.